# Qaraoun-Kultur
Die Qaraoun-Kultur ist eine archäologische Kultur des präkeramischen Neolithikums in Libanon.
Die Kultur wurde von Henri Fleisch entdeckt und durch Alfred Rust und Dorothy Garrod bestätigt. Fleisch bezeichnet die Industrie dieser Kultur als schwerneolithisch (Gigantolithic, gros Néolithique oder Heavy Neolithic) wegen der großen Abmessungen der Werkzeuge.
James Mellaart schlug eine Datierung der Qaraoun-Kultur auf einen Zeitraum vor dem keramischen Neolithikum am Byblos vor.
Maya Haïdar Boustani stellte in einer Studie fest, dass die Chronologie der Qaroun-Kultur unsicher ist und weiterer Untersuchungen bedarf.

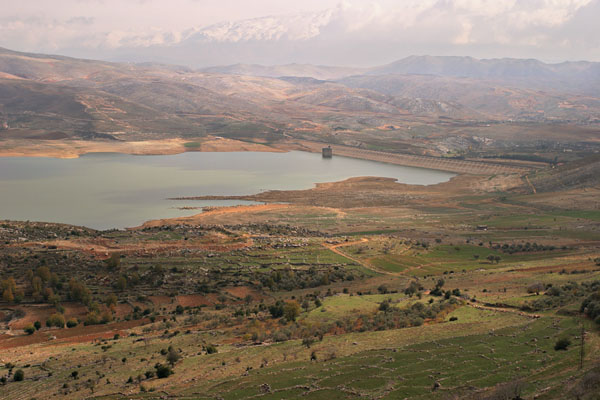
alte Heimat der Qaraoun-Kultur.
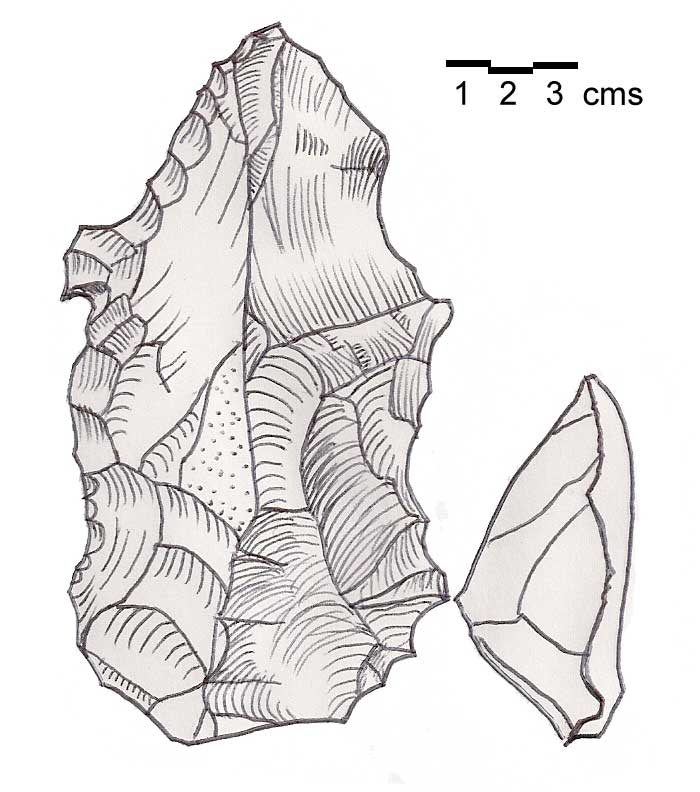
Kalkstein-Axt des Schweren Neolithikums aus der Qaraoun-Kultur.